# III. Marine Expeditionary Force

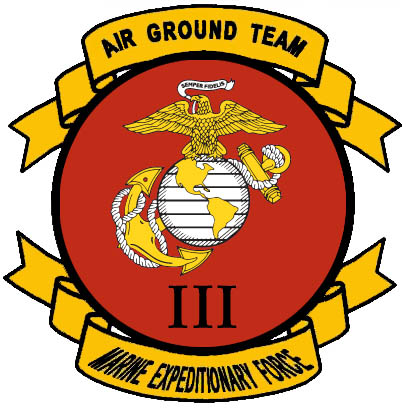
Logo der III MEF

Die III. Marine Expeditionary Force (III MEF) ist ein Großverband auf Korpsebene des US Marine Corps im Rahmen des Marine-Air-Ground-Task-Force-Konzepts (MAGTF) und setzt sich primär aus der 3rd Marine Division, dem 1st Marine Aircraft Wing und der 3rd Marine Logistics Group zusammen. Der Verband hat eine Personalstärke von über 23.000 Mann.
Die III MEF stellt die Marineinfanterietruppen für Operationen im Westpazifik und dem Indischen Ozean, zudem bildet sie die US-Präsenz in Japan innerhalb des japanisch-US-amerikanischen Verteidigungsbündnisses.

## Geschichte
Die III MEF wurde 1942 während des Zweiten Weltkriegs aufgestellt und nahm am Kampf gegen das Japanische Kaiserreich im Pazifikkrieg teil. Dabei nahm der Verband an einigen der heftigsten Schlachten teil, darunter die Schlacht um Iwojima und die Schlacht um Okinawa. Der Verband wurde bald nach dem Ende des Zweiten Weltkrieges aufgelöst, nachdem er die japanische Insel Okinawa besetzt hatte.
Der Verband wurde 1965 reaktiviert, um im Vietnamkrieg eingesetzt zu werden. Von 1966 bis 1979 war der Verband unter dem Namen III Marine Amphibious Force (III MAF) aktiv und umfasste die 1. US-Marineinfanteriedivision, die 3. US-Marineinfanteriedivision sowie den 1st Marine Aircraft Wing. Der Operationsbereich des Verbandes unter dem Oberbefehl des Military Assistance Command, Vietnam war in dieser Zeit die nördliche Zone, genannt I Corps Tactical Zone. Seit 1988 ist der Verband wieder als III MEF auf Okinawa stationiert und unterstützt dort das 1952 geschlossene Verteidigungsbündnis zwischen den Vereinigten Staaten und Japan.
Seit dem Ende des Kalten Krieges 1990 war der Verband vielseitig eingesetzt. Während des Zweiten Golfkrieges war er Teil der Operation Desert Shield in Saudi-Arabien; 1991 halfen US-Marines des Verbandes bei der Evakuierung von Zivilisten von den Philippinen aufgrund des Ausbruchs des Pinatubo. Im Januar 1995 half der Verband bei der Katastrophenhilfe nach einem Erdbeben in der japanischen Stadt Kōbe.

## Auftrag
Die III. Marine Expeditionary Force, ist eine schnelle Eingreiftruppe, die zu jeder Zeit in der Lage ist, militärische Aufträge aller Art, humanitäre Hilfe und logistisch Hilfe bei Naturkatastrophen auszuführen und zu leisten. Sie bildet als Teil des übergeordneten Komponentenkommandos des PACOM, des US Marine Forces Pacific (MarForPac), die wesentlichen amphibischen Streitkräfte der USA im asiatisch-pazifischen Raum. Durch ihre vorgeschobene Dislozierung in Japan und Asien und ihre militärische Präsenz in dieser Region, trägt die III MEF dazu bei, im Rahmen regelmäßig stattfindender internationaler Manöver und sonstiger wehrspezifischer Kooperationen die sicherheitspolitischen Interessen der Vereinigten Staaten zu unterstützen und umzusetzen. Damit dient dieser Großverband aktiv der nationalen und internationalen sicherheitspolitischen Konzeption auf diesem Kriegsschauplatz (in dieser Region).

## Organisation
Einsatzgruppierungen nach dem MAGTF-Konzept beinhalten grundsätzlich vier Grundkomponenten: Stabskomponente (Command Element), Bodenkampfkomponente (Ground Combat Element), Luftkampfkomponente (Aviation Combat Element) und eine Versorgungskomponente (Combat Service Support Element).
Die drei Marine Expeditionary Forces bilden die Fleet Marine Force, eine weltweit eingesetzte Krisenreaktionskraft, welche von den fünf Einsatzflotten der US Navy aus agiert. Dabei sind die I MEF und III MEF im Pazifikraum und die II MEF im Atlantikraum eingesetzt.
Das Hauptquartier der III MEF ist die Marine Corps Base Camp Courtney in Gushikawa auf Okinawa. Zugehörige Einheiten sind:

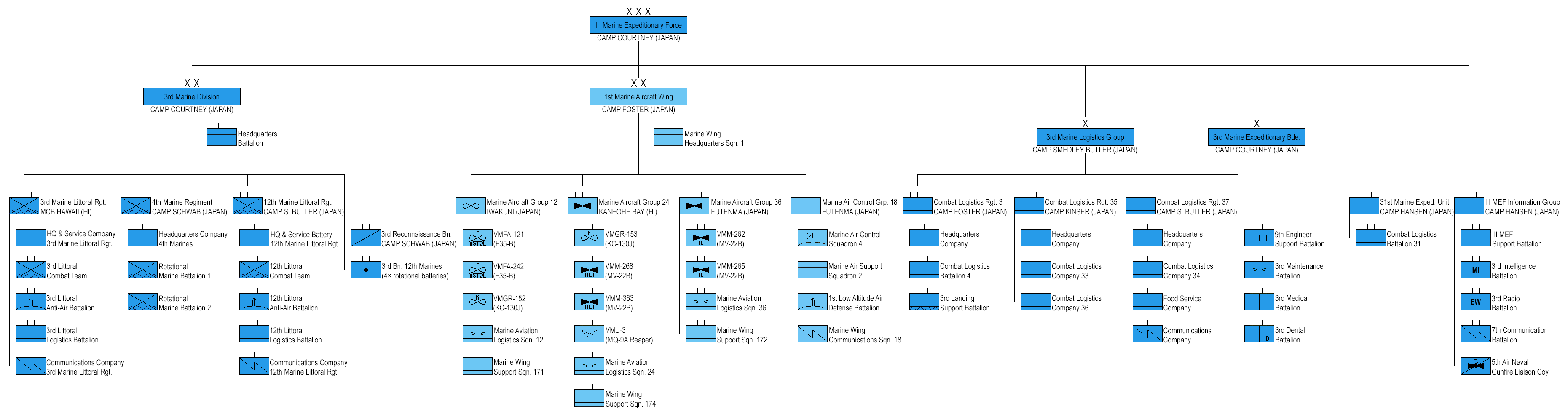
Struktur der III MEF

- Bodenkampfkomponente: 3rd Marine Division
- Luftkampfkomponente: 1st Marine Aircraft Wing
- Versorgungskomponente: 3rd Marine Logistics Group
- Stabskomponente: III Marine Expeditionary Force Information Group
  - III Marine Expeditionary Force Headquarters
  - 3rd Marine Expeditionary Brigade
  - 31st Marine Expeditionary Unit
  - 3rd Intelligence Battalion
  - 3rd Law Enforcement Battalion
  - 3rd Radio Battalion
  - 7th Communication Battalion
  - 5th Air Naval Gunfire Liaison Company

## Führung

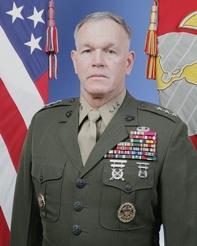
Lieutenant General Richard C. Zilmer, Kommandierender General der III MEF

Die Command Group der III MEF besteht aus dem Kommandierenden General Lieutenant General Richard C. Zilmer, der zugleich auch Kommandeur der US Marine Corps Forces, Japan ist, seinem Stellvertreter Brigadier General Ronald L. Bailey, dem Stabschef Colonel Charles S. Dunston, dem Sergeant Major Daniel J. Fierle und Command Master Chief Mark A. Busam (USN).